# Agglutinatie (taalkunde)
Agglutinatie is een morfologisch verschijnsel waarbij affixen zoals achtervoegsels aan een woord worden toegevoegd om de betekenis ervan verder te specificeren. Het begrip agglutinatie werd door de Duitse taalkundige Wilhelm von Humboldt geïntroduceerd om talen uit morfologisch oogpunt te classificeren. Het is afgeleid van het Latijnse werkwoord agglutinare, dat samenlijmen betekent.
Talen waarin gebruik wordt gemaakt van agglutinatie – dat wil zeggen dat woorden in morfemen met elk een eigen betekenis kunnen worden opgesplitst – heten agglutinerende talen. Ze zijn tevens synthetisch omdat ze ertoe neigen morfemen aan één woordvorm te rijgen, in tegenstelling tot analytische talen als het Nederlands, Frans en Engels waar de functie van morfemen grotendeels wordt overgenomen door op zichzelf staande woorden (voorzetsels, bezittelijke voornaamwoorden, enz.). Agglutinerende talen dienen ook onderscheiden te worden van de flecterende synthetische talen (zie verder) – hoewel het verschil hier beduidend kleiner is.
Prominente voorbeelden waarin agglutinaties de norm vormen, zijn het Turks en het Japans.

## Agglutinatie in niet-flecterende (poly-)synthetische talen
In (poly)synthetische talen drukt een affix een betekenis uit zoals onder meer de bezitter van het object, het geslacht van die persoon, de locatie van het object of de richting, als het in beweging is en de tijd zoals verleden tijd, toekomende tijd. Wat precies met de affixen uitgedrukt kan worden, verschilt per synthetische taal.
In polysynthetische talen kan een hele reeks affixen (poly staat voor meerdere) aan een afzonderlijk woord geregen worden. Zodoende doen ze soms dienst als een hele zin.
Een voorbeeld uit het Turks:
| Woord | Affix 1 | Affix 2 | Affix 3 | Toelichting                                                              |
| ----- | ------- | ------- | ------- | ------------------------------------------------------------------------ |
| ev    |         |         |         | Stam van het woord huis                                                  |
| ev    | -im     |         |         | Het achtervoegsel -(I)m geeft dat het bezit aan (het huis is van mij).   |
| ev    | -im     | -de     |         | Het achtervoegsel -(y)dE drukt de plaats uit (in dit geval in).          |
| ev    | -im     | -de     | -yim    | Het achtervoegsel -(y)Im drukt de eerste persoon enkelvoud van zijn uit. |

Het Turkse evimdeyim betekent dus ik ben in mijn huis.
Een bekende woordgrap in het Turks is Çekoslovakyalılaştıramadıklarımızdanmısınız?, waarbij het woord Çekoslovakya een maximaal aantal achtervoegsels krijgt. Het betekent zoveel als Behoort u tot degenen die wij niet Tsjecho-Slowaaks hebben weten te maken?.
Een voorbeeld uit het Japans:
tabe-sase-rare-ru, ontleed in morfemen: eten-veroorzaken-kunnen-(tegenwoordige tijd), levert op: kunnen laten eten.

## Agglutinatie in flecterende talen
Wanneer een morfeem meer dan een betekenis tegelijk in zich kan dragen (zie ook porte-manteaumorfeem), bijvoorbeeld persoon + tijd + modus bij een werkwoord, of grammaticale functie + getal bij een zelfstandig naamwoord, worden – teneinde begripsverwarring te vermijden – dergelijke talen niet agglutinerend genoemd, maar flecterend. In flecterende talen blijft de woordvorming in de regel beperkt tot stam + een of twee morfemen, in tegenstelling tot de polysynthetische talen (zie hoger).

## Agglutinatie in analytische talen
Analytische talen kennen weinig van dit soort complexe woordvormen. Dit is niettemin een voorbeeld van agglutinatie in het Nederlands:
| Ondergeschikt lid | Stam | Suffix 1 | Suffix 2 | Toelichting                            |
| ----------------- | ---- | -------- | -------- | -------------------------------------- |
|                   | Huis |          |          | Stam van het woord                     |
| Rij-              | huis |          |          | Rij- specificeert het type huis nader. |
| Rij-              | huis | -je      |          | Maakt er een verkleinwoord van.        |
| Rij-              | huis | -je-     | -s       | Meervoudsvorm                          |

Hier kan op worden voortgeborduurd en complexe samenstellingen als eengezinswoningenrijtjeshuizenwijkjes kunnen gevormd worden, maar dit oeverloos agglutineren, zoals ook in het eerdere Turkse voorbeeld, is niet echt aan een taal als het Nederlands besteed. In plaats van de tong te breken, zal de moedertaalspreker ervoor kiezen om dat ene complexe woord analytisch op te delen in meerdere (wijken met vele rijtjeswoningen voor gezinnen).